# Martin Junas
Martin Junas (* 9. März 1996 in Skalica) ist ein slowakischer Fußballtorwart.

## Karriere

### Verein
Junas begann seine Karriere beim FK Senica. Zur Saison 2014/15 rückte er in den Kader der Profis auf. Sein Debüt in der Fortuna liga gab er im Mai 2015, als er am 33. Spieltag jener Saison gegen den FO ŽP ŠPORT Podbrezová in der 89. Minute für Michal Šulla ins Spiel gebracht wurde. Im September 2015 gab er gegen den FC Zlaté Moravce schließlich auch sein Startelfdebüt. Zur Saison 2016/17 wurde er an den Drittligisten MFK Topvar Topoľčany verliehen.

### Nationalmannschaft
Junas debütierte im August 2012 gegen Deutschland für die slowakische U-17-Auswahl. Mit der U-17 der Slowakei nahm er 2013 sowohl an der EM als auch an der WM teil. Im November 2014 absolvierte er eine Partie für die U-19-Nationalmannschaft.